# Region Waloński
Region Waloński, Walonia (fr. Région wallonne, nld. Waals Gewest, niem. Wallonische Region, wa. Waloneye, lb. Wallounien) – francusko-niemieckojęzyczny region w południowej części Belgii, stanowiący jeden z trzech regionów federalnych tego kraju. Jego stolicą jest Namur.
Nazwa Walonii, podobnie jak nazwa Walii, pochodzi od starogermańskiego słowa Walh (pol. obcy). Obydwa regiony mają „obce” (niegermańskie) języki i kulturę.

## Podział administracyjny
Walonia jest podzielona na pięć prowincji (Provincie / Province / Provinz):
1. Brabancja Walońska (Brabant wallon / Waals-Brabant / Wallonisch-Brabant), dzieli się na jeden okręg, w skład których wchodzi 27 gmin
2. Hainaut (Henegouwen / Hennegau), dzieli się na siedem okręgów, w skład których wchodzi 69 gmin
3. Liège (Luik / Lüttich), dzieli się na cztery okręgi, w skład których wchodzą 84 gminy
4. Luksemburg (Luxembourg / Luxemburg), dzieli się na pięć okręgów, w skład których wchodzą 44 gminy
5. Namur (Namen), dzieli się na trzy okręgi, w skład których wchodzi 38 gmin

Do regionu należy łącznie 20 okręgów oraz 262 gminy.
Ważniejsze miasta, poza stolicą regionu, to Liège (Luik / Lüttich), Charleroi, Mons (Bergen), Tournai (Doornik), Arlon (Aarlen / Arel), Bastogne (Bastenaken / Bastnach), Wavre (Waver), Verviers i Dinant.

## Języki lokalne
Właściwie mieszkańcy Walonii posługują się kilkoma różnymi językami i dialektami. Za języki regionalne zostały uznane: szampański, gaumais, pikardyjski oraz waloński. Ponadto na całym obszarze regionu występuje dialekt belgijski języka francuskiego. Natomiast w kilku gminach we wschodniej Walonii zamieszkuje mniejszość niemieckojęzyczna.

## Historia
W wyniku działalności autonomicznego ruchu flamandzkiego w 1962 ustalono granicę językową francusko-niderlandzką, tworząc w ten sposób region francuskojęzyczny. W 1970 utworzono Francuską Wspólnotę Belgii, obejmującą instytucje i osoby w Walonii oraz instytucje francuskojęzyczne w Brukseli, a także Niemieckojęzyczną Wspólnotę Belgii dla wschodniej Walonii. W 1980 określono obszar regionu autonomicznego Walonii, który początkowo nie pokrywał się z podziałem administracyjnym Belgii na prowincje. Dlatego po utworzeniu w 1989 Regionu Stołecznego Brukseli, w 1995 wydzielono z Brabancji francuskojęzyczną Brabancję Walońską. Od 1993 Walonia jest regionem federalnym.

## Premierzy Walonii
- 1981–1982: Jean-Maurice Dehousse (PS)
- 1982–1982: André Damseaux (PRL)
- 1982–1985: Jean-Maurice Dehousse (PS)
- 1985–1988: Melchior Wathelet (PS)
- 1988–1988: Guy Coëme (PS)
- 1988–1992: Bernard Anselme (PS)
- 1992–1994: Guy Spitaels (PS)
- 1994–1999: Robert Collignon (PS)
- 1999–2000: Elio Di Rupo (PS)
- 2000–2005: Jean-Claude Van Cauwenberghe (PS)
- 2005–2005: André Antoine (cdH, p.o.)
- 2005–2007: Elio Di Rupo (PS)
- 2007–2014: Rudy Demotte (PS)
- 2014–2017: Paul Magnette (PS)
- 2017–2019: Willy Borsus (MR)
- od 2019: Elio Di Rupo (PS)[1]